# Горный (Новоселицкий район)
Го́рный — хутор в составе Новоселицкого района (муниципального округа) Ставропольского края России.
До 16 марта 2020 года входил в состав муниципального образования «Сельское поселение Новомаякский сельсовет».

## География
Расстояние до краевого центра: 102 км.
Расстояние до районного центра: 18 км.

## История
В 1924 году в хуторе было образовано сельскохозяйственное товарищество «Горное».
В советское время Горный входил в состав территории Китаевского сельсовета (с центром в селе Китаевском), находившегося в подчинении Александровского района:7, а затем — Новоселицкого района:23.

## Население
| 1926 | 1989 | 2002 | 2010 | 2014 | 2021 |
| ---- | ---- | ---- | ---- | ---- | ---- |
| 93   | ↘14  | ↗48  | ↘30  | ↘20  | ↗50  |

По данным переписи 2002 года, в национальной структуре населения даргинцы составляли 50 %, кумыки — 36 %.

## Кладбище
Общественное кладбище хутора Горного расположено в 3 км от трассы Александровское — Будённовск по направлению на юго-запад. Площадь участка — 1300 м².